# Oxid dusičný
Oxid dusičný je jedním z pěti oxidů dusíku. Je to za běžných podmínek bezbarvá krystalická látka, která při teplotě okolo 30 °C sublimuje. Je anhydridem kyseliny dusičné. Lze ho připravit dehydratací kyseliny dusičné oxidem fosforečným. Při jeho reakci s vodou vzniká opět kyselina dusičná.
2 HNO3 + P2O5 → 2 HPO3 + N2O5

## Chemické vlastnosti
Snadno se hydratuje na kyselinu dusičnou. S peroxidem vodíku poskytuje jako vedlejší produkt kyselinu peroxodusičnou:
N2O5 + H2O2 → HONO2 + HOONO2
Prudce oxiduje kovy a organické sloučeniny:
N2O5 + Na → NaNO3 + NO2
N2O5 + Ar-H → HNO3 + Ar-NO2

## Příprava
Oxid dusičný byl poprvé připraven roku 1840 reakcí dusičnanu stříbrného s chlorem. Běžná laboratorní příprava je založena na dehydrataci kyseliny dusičné pomocí oxidu fosforečného.
4 AgNO3 + 2 Cl2 (bezvodé prostředí CCl4, chlazení) → 4 AgCl + 2 N2O5 + O2
12 HNO3 + P4O10 → 4 H3PO4 + 6 N2O5

## Využití
Roztok oxidu dusičného v chloroformu se používá v organické syntéze jako nitrační směs:
N2O5 + Ar–H → HNO3 + Ar–NO2 (Ar - aryl)
Je také důležitou sloučeninou při výrobě výbušnin.